# Was willst du dich betrüben, BWV 107

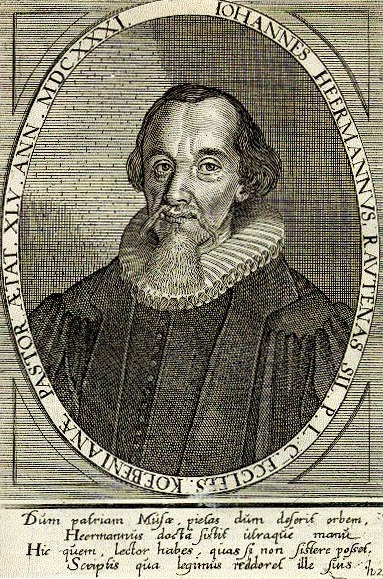
Johann Heermann (1585–1647)

Was willst du dich betrüben (BWV 107) ist eine Kirchen-Kantate von Johann Sebastian Bach. Er komponierte die Choralkantate in Leipzig für den 7. Sonntag nach Trinitatis als siebte Kantate in seinem zweiten Kantatenzyklus und führte sie am 23. Juli 1724 erstmals auf. Die Kantate beruht auf dem Choral von Johann Heermann Was willst du dich betrüben (1630), dessen sieben Strophen Bach ausnahmsweise unverändert vertonte.

## Geschichte und Worte
Bach komponierte die Kantate in Leipzig für den 7. Sonntag nach Trinitatis. Die vorgeschriebenen Lesungen für den Sonntag waren Röm 6,19–23 , „Der Tod ist der Sünde Sold, aber die Gabe Gottes ist das ewige Leben“, und Mk 8,1–9 , die Speisung der 4000. Das Thema Gottvertrauen in der Not ist auch Thema des Chorals von Johann Heermann Was willst du dich betrüben (1630), dessen sieben Strophen Vertrauen auf Gott angesichts der Feinde, bis hin zum Teufel, behandelt. Bach vertonte den Choral per omnes versus, alle Strophen unverändert. Allerdings komponierte er die mittleren Strophen als ein Rezitativ und vier aufeinanderfolgende Arien. Die Vertonung des unveränderten Choraltextes galt zu Bachs Zeit bereits als altmodisch, er hatte sie zuvor (1707?) in Christ lag in Todes Banden, BWV 4, eingesetzt, später zum Beispiel 1726 in Gelobet sei der Herr, mein Gott, BWV 129, doch nur dies eine Mal in seinem zweiten Kantatenzyklus. John Eliot Gardiner vermutet, dass sich Bach damit eine Beschränkung auferlegte, wie er es in den ersten vier Kantaten des Zyklus getan hatte, in denen der cantus firmus die vier Stimmlagen durchläuft, so dass in der vierten Kantate Ach Herr, mich armen Sünder der Bass ihn übernimmt.
Der Choral stammt aus einer Sammlung, die Heermann 1630 unter dem Titel Devoti musica cordis veröffentlichte und die auch Herzliebster Jesu, was hast du verbrochen enthielt. Die Lieder waren die ersten, die die Empfehlungen von Martin Opitz für Dichtkunst in deutscher Sprache auf religiöse Themen anwandten.

## Besetzung und Aufbau
Die Kantate ist reich mit Bläsern besetzt, zu drei Solisten, Sopran, Tenor und Bass und vierstimmigem Chor treten corno da caccia, zwei flauto traverso, zwei Oboe d’amore, zwei Violinen, Viola und Basso continuo.
1. Coro: Was willst du dich betrüben
2. Recitativo (Bass): Denn Gott verlässet keinen
3. Aria (Bass): Auf ihn magst du es wagen
4. Aria (Tenor): Wenn auch gleich aus der Höllen
5. Aria (Sopran): Er richts zu seinen Ehren
6. Aria (Tenor): Drum ich mich ihm ergebe
7. Chorale: Herr, gib, daß ich dein Ehre

## Musik
Der Eingangschor ist eine Choralphantasie, in der der Vokalsatz in ein unabhängiges Concerto des Orchesters eingebettet ist. Der cantus firmus der Melodie Von Gott will ich nicht lassen liegt im Sopran und ist reich verziert, die Unterstimmen sind überwiegend homophon gesetzt. Die Zeilen des Chorals erscheinen nicht getrennt, lediglich Zeile 5, der Beginn des Abgesangs der Barform, steht für sich. Die Zeilen 1 und 2 sind verbunden, ebenso 3 und 4 sowie 6 bis 8.
Das einzige Rezitativ wird von den oboi d'amore begleitet. Das Wort Freuden ist durch ein ausgedehntes Melisma hervorgehoben, ebenso das Wort retten der letzten Zeile, die als Arioso gestaltet ist. Es folgen vier Arien, die keine Da-capo-Arien sind, sondern der Dichtung entsprechend zweiteilig angelegt sind. Bach gestaltet sie unterschiedlich durch verschiedene Stimmlagen, Tonarten, die zwischen Moll und Dur wechseln, Tempi und Affekte, und verschleiert teilweise die Barform.
Die erste Arie für Bass und Streicher schildert eine Jagdszene. Bach spielt mit der Doppelbedeutung des Wortes erjagen, das er wörtlich nimmt bis hin zu einem Jagdsignal mit Triller in der Singstimme. Die zweite Arie für Tenor und continuo beginnt mit starken Worten über den Satan als Feind: „Wenn auch gleich aus der Höllen / der Satan wollte sich / dir selbst entgegenstellen / und toben wider dich“. Der Rhythmus wechselt zwischen 6/8 und 3/4 von einem Takt zum andern, unregelmäßig und unvorhersehbar. Die außergewöhnlich bizarre Basslinie, bezeichnet 'organo e continuo', wurde von Albert Schweitzer mit den Konturen eines riesigen Drachen verglichen.
Die dritte Aria für Sopran und die beiden Oboen beginnt mit einer ausgezierten Version der Choralmelodie. Ihre letzte Zeile zitiert die Melodie unverändert auf die Worte „was Gott will, das geschicht“. Die vierte Arie ist ungewöhnlich besetzt, den Tenor begleiten die Flöten unisono und gedämpfte Violinen.
Der Schlusschoral ist vierstimmig, doch eingebettet in einen reichen Orchestersatz mit Siciliano-Charakter. Die Choralzeilen sind gruppiert wie in der ersten Strophe, die hervorgehobene Zeile 5 lautet hier „O Vater, Sohn und Geist“.

## Einspielungen
LP / CD
- Die Bach Kantate Vol. 43. Helmuth Rilling, Gächinger Kantorei, Bach-Collegium Stuttgart, Arleen Augér, Aldo Baldin, John Bröcheler. Hänssler, 1979.
- J. S. Bach: Das Kantatenwerk – Sacred Cantatas Vol. 6. Gustav Leonhardt, Knabenchor Hannover,  Collegium Vocale Gent, Leonhardt-Consort, Solist des Knabenchor Hannover, Kurt Equiluz, Max van Egmond. Teldec, 1980.
- J. S. Bach: Cantatas. Philippe Herreweghe, Collegium Vocale Gent, Agnès Mellon Howard Crook, Peter Kooij. Virgin Classics, 1991.
- Bach Edition Vol. 11 – Cantatas Vol. 5. Pieter Jan Leusink, Holland Boys Choir, Netherlands Bach Collegium, Ruth Holton, Nico van der Meel, Bas Ramselaar. Brilliant Classics, 1999.
- J. S. Bach: Complete Cantatas Vol. 12. Ton Koopman, Amsterdam Baroque Orchestra & Choir, Lisa Larsson, Christoph Prégardien, Klaus Mertens. Antoine Marchand, 2000.
- J. S. Bach: Cantatas Trinity Cantatas 4 Ansbach/Haddinton For the 6th Sunday after Trinity For the 7th Sunday after Trinity. John Eliot Gardiner, Monteverdi Choir, English Baroque Soloists, Katharine Fuge, Kobie van Rensburg, Stephan Loges. Soli Deo Gloria, 2000.
- J. S. Bach: Cantatas Vol. 23 – Cantatas from Leipzig 1724. Masaaki Suzuki, Bach Collegium Japan, Yukari Nonoshita, Makoto Sakurada, Peter Kooij. BIS, 2002.
- Bach Kantaten No. 8. BWV 7, BWV 18, BWV 107. Rudolf Lutz, Chor und Orchester der J. S. Bach-Stiftung, Nuria Rial, Julia Doyle (Sopran), Alex Potter (Altus), Makato Sakurada, Julius Pfeifer (Tenor), Dominik Wörner, Wolf Matthias Friedrich (Bass). Gallus Media, 2013.

DVD
- „Was willst du dich betrüben“. Kantate BWV 107. Rudolf Lutz, Chor und Orchester der J. S. Bach-Stiftung, Julia Doyle, Makoto Sakurada, Wolf Matthias Friedrich. Samt Einführungsworkshop sowie Reflexion von Ernst Pöppel. Gallus Media, 2013.